# Projekt Gold
Projekt Gold ist ein deutscher Kino-Dokumentarfilm des Regisseurs Winfried Oelsner. Er zeigt die deutsche Handballnationalmannschaft auf dem Weg zum Titelgewinn bei der Weltmeisterschaft 2007 im eigenen Land. Neben Szenen und Stationen aus den Spielen zeigt der Film die Mannschaft während der Reisen von und zu den Spielorten, im Mannschaftshotel sowie in der Mannschaftskabine und auch die Emotionen bei den Fans im Land.

## Filmkritiken
Die Süddeutsche Zeitung stellt fest, dass im Gegensatz zu den mediengeschulten Fußballern im Sommermärchen, „die gerne vorgefertigte Sätze aus ihren Köpfen kramen“, die Protagonisten „kumpelhafte, natürlich auftretende Handballer“ sind, „mit denen sich der Breiten-Mannschaftssportler sehr viel leichter identifizieren kann“. Dies zeige sich etwa an einer Szene nach dem Eröffnungsspiel, in der die Spieler im ICE Mitreisende auf Anweisung von Heiner Brand höflich um einen Sitzplatz bitten, weil die Organisation vergessen hatte, Plätze zu reservieren. Zudem thematisiere der Film auch weniger schöne Seiten des Sports.

„Während Sönke Wortmann bei aller Liebe zum Detail immer an der Oberfläche verharrte, gelingen Oelsner tiefere Einblicke in die Seele der Mannschaft und der Einzelspieler, was durchaus daran liegen mag, dass viele der Handballer in sich gekehrter und nachdenklicher erscheinen als ihre kickenden Kollegen. Auch Heiner Brand wirkt mit seinem gewaltigen Nietzsche-Schnäuzer gegen den agilen und smarten Jürgen Klinsmann weniger versiert im Umgang mit den Medien, aber nicht minder charismatisch.“

„Projekt Gold – Eine Handball-WM in Deutschland ist eine durchweg gelungene Dokumentation des deutschen WM-Triumph.“

„Zwar stellt er interessante Spielerpersönlichkeiten und Einsichten vor und vermittelt in seinen stärksten Momenten Einblicke in Spielzüge und Taktiken; über weite Strecken aber wird er der Dynamik dieses Mannschaftssports nicht gerecht und beschränkt sich eher auf konventionelle Spielzusammenfassungen.“

Die Deutsche Film- und Medienbewertung FBW in Wiesbaden verlieh der Dokumentation das Prädikat wertvoll.

## Technik
Der Film wurde komplett auf High Definition Video gedreht. In einem Interview der Fachzeitschrift „Film & TV Kameramann“, erklärte Winfried Oelsner, dass hierbei auf die Camcorder HVR-Z1E von Sony zurückgegriffen wurde.